# Наследники военной дороги
«Наследники военной дороги» (латыш. «Kara ceļa mantinieki»), СССР, 1971 год — художественный фильм, драма.

## Сюжет
Дунавс — новый секретарь сельского райкома — инспектирует работу председателей двух колхозов. Первого, ветерана войны — старика, постоянно спящего на поле в разгар посевных работ, и второго — молодой, энергичной женщины. Председательница Винупе хороша собой, деятельна, её колхоз многолюден и процветает. Но Винупе, оказывается, «не поняла», что такое социалистическое общество. Она развивает частный бизнес…

## В ролях
- Дзидра Ритенберга — Винупе
- Гунар Цилинский — Дунавс
- Аусма Кантане — Лайла
- Аквелина Ливмане — Илзе
- Карлис Себрис — Церниекс
- Зигрида Стунгуре — жена Церниекса
- Вилма Мелбарде — жена Жигура (озвучивала Валентина Беляева)

## Съёмочная группа
- Автор сценария и режиссёр-постановщик: Варис Круминьш
- Оператор: Зигурдc Витолс
- Художник: Гунарс Балодис
- Композитор: Ромуалдс Калсонс